# Didemnum subflavum
Didemnum subflavum is een zakpijpensoort uit de familie van de Didemnidae. De wetenschappelijke naam van de soort is voor het eerst geldig gepubliceerd in 1886 door Herdman.